# Mariage surprise

Mariage surprise est un téléfilm français réalisé par Arnaud Sélignac, diffusé le 14 novembre 2007 sur M6.

## Synopsis
Stephan et Deborah veulent se marier. Bouleversant toutes les règles, ils partent en lune de miel et comptent s'unir à leur retour. Pour ce faire, ils confient les préparatifs à leurs meilleurs amis respectifs Franck et Lily. Mais cela pose un problème puisque ces derniers ne se supportent pas...

## Fiche technique
- Réalisation : Arnaud Sélignac
- Scénario : Serge Hazanavicius, Axelle Laffont, Arnaud Lemort
- Producteurs : Hervé Chabalier, Claude Chelli, Christophe Louis
- Musique : Marc Périer
- Directeur de la photographie : Jean-François Hensgens
- Costumes : Aurore Pierre
- Date de diffusion : 14 novembre 2007 sur M6
- Genre : comédie
- Durée : 95 minutes

## Distribution
- Axelle Laffont : Lily
- Serge Hazanavicius : Franck
- Karine Lazard : Deborah
- Marc Citti : Arnaud
- Laurent Bateau : Isham
- Agnès Boulard : Clara
- Bruno Solo : Le responsable de la piscine
- Lionnel Astier : Jean-Baptiste
- Natalia Dontcheva : Karine
- François Damiens : Marciano
- Charles Meurisse : Fabrice
- Géraldine Nakache : Céline
- Gladys Gambie : Élise
- Joséphine Draï : Mélanie
- Alain Fromager : Stéphan